# The Passion of Lovers
The Passion of Lovers è un singolo gruppo musicale britannico Bauhaus, pubblicato il 29 giugno 1981 come secondo e ultimo estratto dall'album Mask.

## Descrizione
Il lato B del singolo ospita un montaggio composto da registrazioni che ogni componente del gruppo creò singolarmente, la quarta parte con le tecniche di dissimulazione al contrario che Daniel Ash si focalizzò in registrazioni successive, soprattutto con la band Tones on Tail.
Il singolo è stato pubblicato in formato 7" dalla Beggars Banquet Music, con i testi su un foglio stampato allegati alle prime copie distribuite.
Il disco ha raggiunto la 56ª posizione della classifica britannica. 

## Tracce
7" 1981
1. The Passion of Lovers – 3:50 (Bauhaus)
2. David Jay – 1:18
3. Peter Murphy – 1:57
4. Kevin Haskins – 1:32
5. Daniel Ash – 1:38

Durata totale: 10:15
CD promo 1998
1. The Passion of Lovers – 3:52 (Bauhaus)

## Formazione
- Peter Murphy - voce
- Daniel Ash - chitarra, cori, voce al contrario (lato 2)
- David Jay Haskins - basso, tastiere, voce, cori, pianoforte (lato 2)
- Kevin Haskins - batteria, percussioni, drum machine (lato 2), campana tibetana (lato 2)